# لی ته سونگ
لی ته سونگ (کره‌ای: 이태성؛ زادهٔ لی سونگ دوک در ۲۱ آوریل ۱۹۸۱) بازیگر اهل کره جنوبی است. او به خاطر ایفای نقش در بوسه شیطنت‌آمیز، شاهزاده زیرشیروانی و زندگی طلایی من شناخته می‌شود.

## فیلم‌شناسی

### مجموعه تلویزیونی
| سال       | عنوان                         | نقش                           | توضیحات               |
| --------- | ----------------------------- | ----------------------------- | --------------------- |
| ۲۰۰۳      | برو مامان برو!                |                               |                       |
| ۲۰۰۷      | چند سؤال که مارا خوشحال می‌کند | جونگ ووک                      |                       |
| ۲۰۰۷      | نه آخر دو بیرون               | کیم جونگ جو                   |                       |
| ۲۰۰۷      | گرگ و میش                     | به سانگ شیک                   |                       |
| ۲۰۰۸      | ترور                          | پارک دان بیول                 |                       |
| ۲۰۰۹      | رومنس زیرو                    | کیم وو جین                    |                       |
| ۲۰۰۹      | از زندگی لذت ببر              | جانگ یو جین                   |                       |
| ۲۰۱۰      | درامای ویژه کی‌بی‌اس: زن همسایه | بیون هون                      | درام تک قسمتی         |
| ۲۰۱۰      | بوسه شیطنت‌آمیز                | بونگ جون گو                   |                       |
| ۲۰۱۱      | پیانیسیمو                     | کی دا ریم                     | [ ۱ ]                 |
| ۲۰۱۱      | براوو عشقم                    | بیون دونگ وو                  |                       |
| ۲۰۱۲      | شاهزاده زیرشیروانی            | یونگ ته مو                    |                       |
| ۲۰۱۳      | پاتس آو گلد                   | پارک هیون جون                 |                       |
| ۲۰۱۵      | مادر من                       | کیم کانگ جه                   |                       |
| ۲۰۱۷–۲۰۱۸ | زندگی طلایی من                | سو جی ته                      |                       |
| ۲۰۱۸      | خانم حمورابی                  | مین یونگ جون                  | [ ۲ ]                 |
| ۲۰۱۹      | گلدن گاردن                    | چوی جون کی                    |                       |
| ۲۰۲۰      | وقتی عشق من شکوفا می‌شود       | جو یونگ وو                    |                       |
| ۲۰۲۱      | پنت‌هاوس: جنگ در زندگی ۳       | حضور افتخاری (قسمت ۱۱–۱۲، ۱۴) |                       |
| ۲۰۲۲      | دکتر روح                      | جانگ مین هو                   | [ ۴ ]                 |
| ۲۰۲۲      | راننده                        |                               | حضور افتخاری          |
| ۲۰۲۲      | چرا او                        | آن کانگ هون                   | حضور افتخاری (قسمت ۱) |